# Inulina
Inulina (łac. inulinum) – polisacharyd zbudowany z około 30–35 cząsteczek monocukrów połączonych wiązaniami β-2,1-glikozydowymi w nierozgałęziony łańcuch. Łańcuch ten, zbudowany z reszt β-D-fruktofuranozy, zawiera jedną terminalnie umieszczoną cząsteczkę D-glukozy (na końcu redukującym) oraz drugą, w środku łańcucha, połączoną wiązaniem 1,3-glikozydowym. Masa cząsteczkowa inuliny to ok. 5000 Da. Należy do fruktanów, jest prebiotykiem.
Człowiek nie trawi inuliny. Jej rozkładu dokonują bakterie w okrężnicy. Spożywanie dużych ilości inuliny (ponad 20 - 30 g/ doba) może powodować wzdęcie, ból brzucha, w skrajnym przypadku biegunkę.

## Właściwości fizyczne i chemiczne
Jest białym proszkiem o łagodnym słodkim smaku, w konsystencji przypomina skrobię (nazywano ją „skrobią georginiową”).
Inulina jest rozpuszczalna w ciepłej wodzie, nie rozpuszcza się w etanolu. Nie daje zabarwienia z jodem, wytrąca się z roztworu w niskich temperaturach (0 °C), co ułatwia jej otrzymywanie. Roztwory wodne inuliny skręcają płaszczyznę światła spolaryzowanego w lewo. Inulina w przeciwieństwie do skrobi ma wyraźnie zaznaczoną siłę redukcyjną; pod działaniem kwasów lub enzymu inulinazy zostaje rozłożona całkowicie do fruktozy.

## Występowanie i rola biologiczna
Jest materiałem zapasowym, gromadzonym w wakuolach.
Rośliny wytwarzające inulinę to:
- rodzina Asteraceae (dawniej Compositae)
  - łopian większy (Arctium lappa)
  - cykoria podróżnik (Cichorium intybus)
  - karczoch hiszpański (Cynara cardunculus)
  - dalia (Dahlia spp.)
  - słonecznik bulwiasty (Helianthus tuberosus)
  - oman wielki (Inula helenium)
  - wężymord czarny korzeń (Scorzonera hispanica)
  - mniszek lekarski (Taraxacum officinale)
  -  Silphium trifoliatum[10]
- rodzina Campanulaceae
  - dzwonek kropkowany (Campanula punktata)
  - Codonopsis lanceolata
  - rozwar (Platycodon grandiflorum)
- rodzina Iridaceae
  - kosaciec bródkowy (Iris germanica)[11]
- rodzina Dioscoreaceae
  - pochrzyn Dioscorea spp.
- rodzina Alliaceae
  - cebula zwyczajna (Allium cepa)
  - czosnek pospolity (Allium sativum)
- Rodzina Agavaceae
  - agawa (Agave spp.)

W mniejszych ilościach występuje w wielu roślinach jednoliściennych, np. w niektórych trawach – w rozłogach perzu.
W roślinach inulina magazynowana jest przede wszystkim w bulwach, kłączach i dolnych częściach łodyg oraz w mniejszych ilościach w liściach.
Średnia zawartość inuliny w surowcach roślinnych:
- korzenie Silphium trifoliatum – 38%
- korzenie mniszka lekarskiego – 34%
- korzenie cykorii – 44%
- korzenie omanu – 34%
- kłącza słonecznika bulwiastego – 52%[10].

## Zastosowanie
- prebiotyk – stymuluje wzrost korzystnej mikroflory przewodu pokarmowego (Bifidobacterium), powoduje obniżenie poziomu cholesterolu i lipidów w surowicy krwi, usprawnia pracę przewodu pokarmowego zapobiegając zaparciom, redukuje toksyczne metabolity, poprawia wchłanianie wapnia z układu pokarmowego[6][12]
- w lecznictwie oraz dietetyce (preparaty wspomagające odchudzanie)[6]
- wykazuje działanie przeciwcukrzycowe[12]
- wykazuje działanie przeciwmiażdżycowe - obniża poziom cholesterolu we krwi[12]
- dodatek do żywności w jogurtach, serkach, deserach mlecznych, piankach, lodach, margarynach, czekoladach[3]
- w technologii żywności stosowana jako środek zastępujący tłuszcz w produktach cukierniczych (produkcja lukrów, beztłuszczowych dekoracji na produktach)
- może obniżać ryzyko raka jelita grubego[13]
- w diagnostyce chorób nerek (określanie szybkości filtracji w kłębuszkach nerkowych)[14]
- wykorzystywana jest do produkcji syropu wysokofruktozowego[14]

## Pochodzenie nazwy
Nazwa „inulina” wywodzi się od łacińskiego słowa Inula, oznaczającego rodzaj roślin, w których stwierdzono ją po raz pierwszy. Termin ten wprowadził Thomson w 1811 roku.